# 贝拉普拉塔普加尔
贝拉普拉塔普加尔（Bela Pratapgarh），是印度北方邦Pratapgarh县的一个城镇。总人口71835（2001年）。

## 人口
该地2001年总人口71835人，其中男性37772人，女性34063人；0—6岁人口9332人，其中男5020人，女4312人；识字率72.65%，其中男性为78.71%，女性为65.93%。